# Грибной порошок
Грибной порошок — пищевой концентрат, порошок из измельчённых и перемолотых сушёных съедобных грибов
Для приготовления грибного порошка грибы сушат, пока они не станут хрупкими и ломкими, а затем измельчают в порошок в ступке или другим механическим способом, например, в кофемолке. Грибной порошок, как и сушёные грибы, может храниться в герметичной упаковке в течение нескольких лет.
Грибной порошок может использоваться в качестве приправы в супах, соусах и других блюдах. Он удобен быстротой использования, так как его не требуется замачивать, как сушёные грибы, или долго тушить, чтобы раскрылся грибной аромат. При измельчении грибов в порошок также улучшается и усваиваемость грибов при употреблении в пищу.
Грибной порошок является одной из немногих возможностей использовать те части некоторых ценных, ароматных видов грибов, которые обычно не используются в пищу. Например, волокнистые ножки грибов-зонтиков и жёсткие ножки летних опят, которые в пищу обычно не используются по причине их консистенции (используются только шляпки), можно высушить и измельчить в ароматный грибной порошок
. Грибной порошок в капсулах, таблетках или россыпью из так называемых «лечебных грибов» является биологически активной добавкой.